# 伊達·巴尼
伊達·巴尼（Ida Barney，1886年11月6日—1982年3月7日）是一位美國天文學家，因對150,000顆恆星的22卷天體測量記錄而聞名。她曾就讀於史密斯學院和耶魯大學，職業生涯的大部分時間都在耶魯大學天文台度過。她是1952年安妮·坎農天文學獎的得主。

## 生平
1886年11月6日，伊達·巴尼出生於美國康乃狄克州紐哈芬。她的母親是伊達·布希內爾·巴尼，父親是塞繆爾·埃本·巴尼。
她是一位狂熱的觀鳥者，也是紐黑文鳥類俱樂部的主席。伊達·巴尼從耶魯大學退休後，她繼續住在紐哈芬，並於1982年3月7日去世，享年95歲。